# Unisonic (album)
Unisonic è il primo album studio del gruppo heavy metal tedesco Unisonic; è il successore del mini-album Ignition.
Il disco è stato pubblicato il 30 marzo 2012 dalla Edel Music.

## Tracce
1. Unisonic – 3:23
2. Souls Alive – 5:13
3. Never Too Late – 4:31
4. I've Tried – 4:57
5. Star Rider – 4:17
6. Never Change Me – 3:46
7. The Morning After (Japanese bonus track) – 4:03
8. Renegade – 4:40
9. My Sanctuary – 4:19
10. King for a Day – 4:08
11. We Rise – 4:22
12. No One Ever Sees Me – 6:14
13. Over The Rainbow (European bonus track) – 5:18

## Formazione
- Michael Kiske - voce
- Kai Hansen - chitarra
- Mandy Meyer - chitarra
- Dennis Ward - basso
- Kostas Zafiriou - batteria